# Jarogniewice (stacja kolejowa)
Jarogniewice – nieczynna stacja kolejowa w Zielonej Górze, w dzielnicy Jarogniewice, w województwie lubuskim. Stacja położona jest na rozebranej linii Zielona Góra – Szprotawa.